# Курцево (Красногородський район)
Курцево (рос. Курцево) — присілок в Красногородському районі Псковської області Російської Федерації.
Населення становить 20 осіб. Входить до складу муніципального утворення Красногородська волость .

## Історія
Від 2015 року входить до складу муніципального утворення Красногородська волость .

## Населення
| 2001 | 2002 | 2010 |
| ---- | ---- | ---- |
| 18   | ↗20  | ↘14  |